# Brenda Dervin
Brenda Louise Dervin (* 20. November 1938 in Beverly, Massachusetts; † 31. Dezember 2022 in Seattle) war eine US-amerikanische Organisationsforscherin und Professorin für Kommunikation an der Ohio State University. Dervin forschte in den Bereichen Kommunikation und Bibliothekswissenschaft. Ihre Untersuchungen zum Thema Informationssuche und -verwendung führten zur Entwicklung eines Sensemaking-Ansatzes.:93

## Werdegang
Dervin erlangte ihren Bachelor in Journalismus und Hauswirtschaft von der Cornell University mit Religionsphilosophie als Nebenfach. Ihren Master of Science und ihren Ph.D. in Kommunikationswissenschaften erhielt sie von der Michigan State University.
1986 wurde Dervin zum ersten weiblichen Präsidenten der International Communication Association. Sie redigierte Artikel und war in den Redaktionen verschiedener wissenschaftlicher Journale zum Thema Kommunikation und Bibliothekswissenschaften vertreten.

## Arbeiten

### Allgemein
Ihre ersten Berufsjahre desillusionierten Dervin nach eigenen Angaben.:Preface Entgegen ihrer Erwartungen waren ihre frühen Arbeitgeber – Presse, Industrie und Stiftungen – nie an Kommunikation interessiert.:Preface Stattdessen war das Ziel ihrer Auftraggeber eine Einbahn-Indoktrination, häufig mit den besten Absichten, aber auch manipulativ.:Preface Diese Erkenntnis brachte Dervin dazu, in die Lehre zurückzukehren und das Paradigma dort aufzubrechen.:Preface
Dervins Forschungsansatz hat einen frischen Blickwinkel auf die Bibliothekswissenschaften eröffnet. Ihre Schriften konzentrieren sich auf die Art und Weise, mit der Menschen ihrer Umwelt Sinn abgewinnen, dem Sensemaking. Der von ihr entwickelte Methodensansatz des Sensemaking wurde in zahlreichen Disziplinen angewandt beispielsweise von B. Teekman in der Kommunikation im Gesundheitswesen, von A. Linderman in Untersuchungen zur Kultur von Gehörlosen, oder in Clarks Studien zum Feminismus.

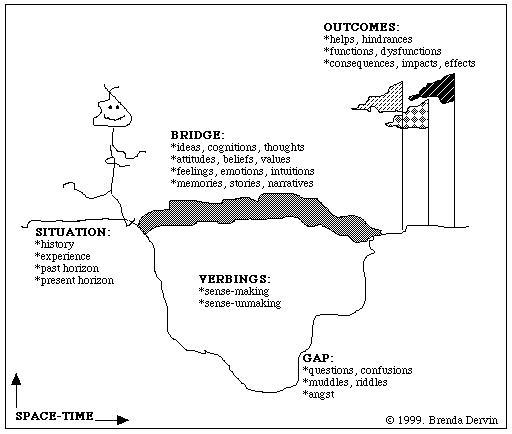
Dervins bildliche Darstellung der Sinnerzeugungs-Metapher

### Information123
Auf Dervin geht das Information123-Konzept zurück, bei dem sie sich in Anlehnung an Richard Carter und Karl Poppers Drei-Welten-Lehre mit Information auseinandersetzte. Dabei betrachtete Dervin Information-1 als die externe Realität, während Information-2 die interne Realität des Betrachters bezeichnet. Die Unterscheidung leitet die Aufmerksamkeit darauf, dass die interne Realität durch subjektive Motive geleitet wird und all das „informativ“ ist, was dem Einzelnen informativ erscheint. Damit wird aber gleichzeitig klar, dass objektive Information nicht möglich ist und leitet zu der Untersuchung der kognitiven Landkarten oder Bilder des Betrachters. Die nächste Frage ist, wie sich der Betrachter einen Sinn in die äußere Realität denkt. Hier vertrat Dervin den Standpunkt, dass sowohl die Auswahl der von außen aufgenommenen Information als auch deren innere Abbildung auf Aktivitäten des Betrachters zurückgehen. Diese Aktivitäten selbst sind also legitime Informations-Inputs, also Information-3.
Information-3 sind also alle Möglichkeiten, mit denen Menschen Sinn in die Welt interpretieren, die Techniken, mit denen die äußere und die innere Welt stimmig gemacht werden. Dervin zeigt dann auch Beispiele für verschiedene Techniken auf, mit denen dieses Ergebnis angestrebt wird, darunter „Decisioning“, „Mag-ich-Mag-ich-Nicht-Prozeduren“ oder „sich-auf-andere-berufen“, beispielsweise, indem man Ratschläge einholt.
Demnach ist Information-1 die äußere Realität, Information-2 die innere und Information-3 die Techniken, mit denen die beiden Realitäten in Übereinstimmung gebracht werden.

## Ehrungen
2000 wurde Dervin ein Ehrendoktor der Universität Helsinki verliehen.

## Bibliographie
- 1976. Journal of Broadcasting. Strategies for Dealing with Human Information Needs: Information or communication? Volume 20. Pages: 323–333. Issue 3.
- 2003; Audience as listener and learner, teacher and confidante: The sense-making approach. In B. Dervin, L. Foreman-Wernet, & E. Launterbach (Eds.), Sense-making methodology reader: Selected writings of Brenda Dervin (pp. 215–231). Cresskill, NJ: Hampton Press, Inc.
- 2003; Information Design. Chaos, Order, and Sense-Making: A Proposed Theory for Information Design. Volume 4. Pages: 325–340. Issue: 3/4.
- 2003; Information as non-sense; information as sense: The communication technology connection. In B. Dervin, L. Foreman-Wernet, & E. Launterbach (Eds.), Sense-making methodology reader: Selected writings of Brenda Dervin (pp. 293–308). Cresskill, NJ: Hampton Press, Inc.